# معسكر كشفي

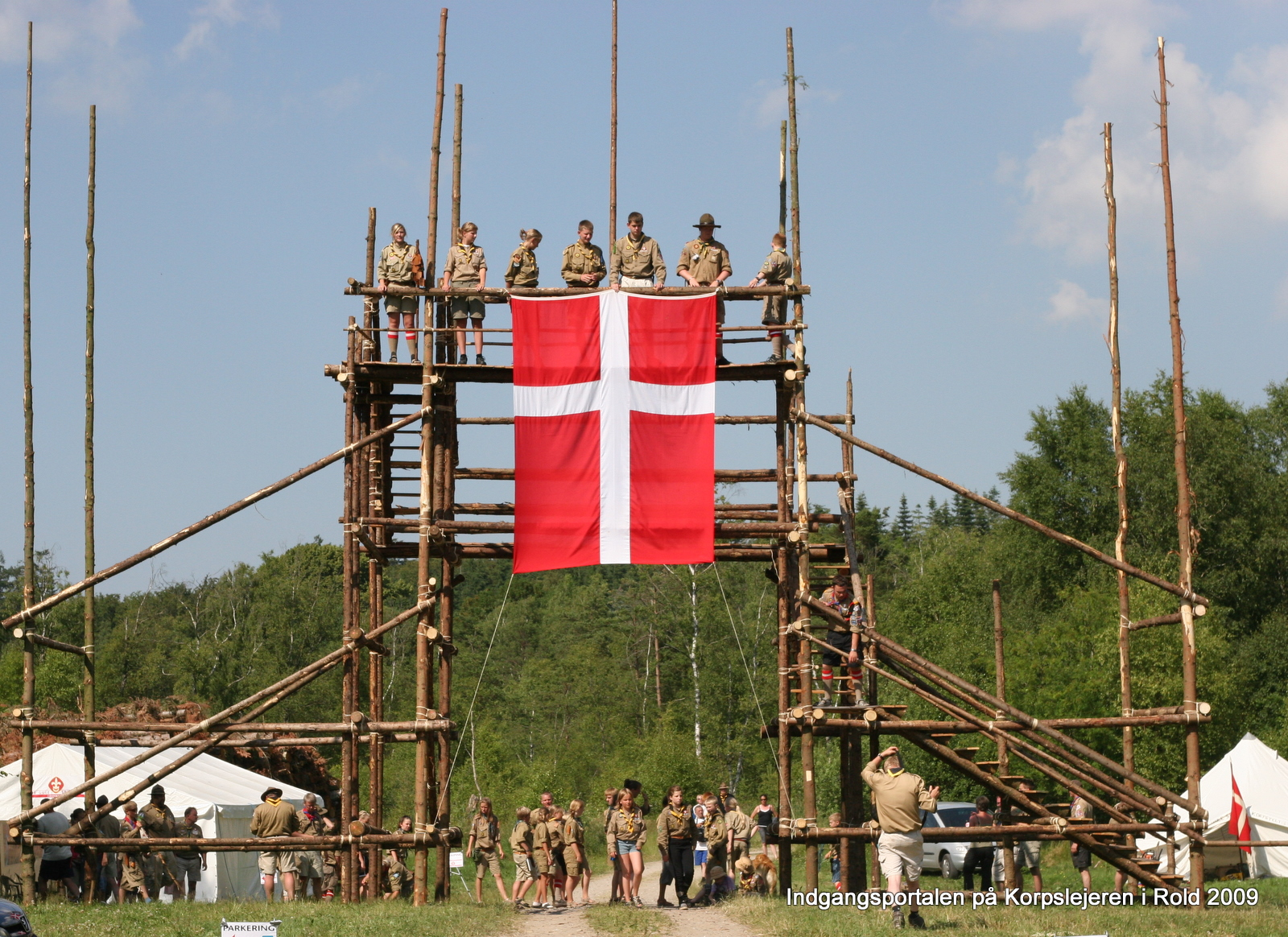
معسكر كشفي في رولد سكوف 2009.

المعسكر الكشفي هو مجموعة من الأشخاص بنشاطات محددة. حيث انتشرت حركة المخيمات انتشارا كبيرا لكونها لونا من ألوان نشاط حياة الخلاء.حتى أصبحت جزءا لا يتجزأ من البرامج التربوية الشاملة، وينظر إلى هذا اللون من
النشاط على أنه وسيلة مساعدة للخبرات التعليمية التي تتم في غرفة الدراسة، الأمر
الذي يغلب أن يتركز في النظريات اللفظية، في حين أن الخبرات التي يكتسبها الفرد في
هذه المخيمات تدربه على الاعتماد على النفس، وتقوي حواسه، وتيسر له دراسة
الطبيعة وممارسة مختلف نواحي المهارات والفنون النافعة والخدمة العامة.

## أنواع المعسكرات
تختلف المعسكرات تبعا لثلاث حاجات هي:
1. الهدف من إقامتها
2. الجهة المسؤولة عنها
3. مدة الإقامة بها

### الهدف
تنقسم المخيمات تبعا للهدف إلى :
- مخيمات ترويحية: والهدف منها استغلال وقت الفراغ في نشاط ترويحي، ومن أمثلتها الآتي:
  - المخيمات الشاطئية: وتقام على شاطئ البحر، والهدف منها هو الترويح، ويتضمن برنامجها أنشطة رياضية واجتماعية وثقافية، وفنية ترويحية، كما يشتمل البرنامج على برامج قومية ليتزود المشاركون بمعلومات مبسطة عن الأمور: الاقتصادية، والسياسية، والصناعية، والاجتماعية للبلد.
  - المخيمات العائلية: والهدف منها اجتماعي ترويحي، وقد تقام على الشاطئ أو في أي مكان آخر، وفيها تتجمع بعض عائلات يكون بينها في الغالب علاقات اجتماعية جيدة.
- مخيمات كشفية: وهي التي تقيمها وزارة التربية والتعليم أو الجمعيات الكشفية ومن أمثلتها :ـ
- مخيمات دراسية : وهي تعقد بدعوة رسمية للدراسات الكشفية وتعميق مفهومها.
  - مخيمات تدريبية : وهي تعقد بدعوة رسمية أو بدعوة خاصة للتدريب على بعض المهارات الكشفية ولتعميق مفهوم كشفي محدد.
  - مخيمات عامة (مؤتمرات أو تجمعات) : وهذه المخيمات تعقد بدعوة رسمية للتداول والتشاور ويتم في نهايتها إعطاء قرارات عامة.
  - مخيمات ترويحية: وهذه المخيمات تقام بهدف الترويح عن الكشافة، ومن خلال المخيم يتم تدريب الكشاف على مهارات كشفية معينة.
- مخيمات تدريبية: والهدف منها تدريب مجموعة من الأفراد مهنيا أو رياضيا، كالمعسكرات التي تقام للفرق الرياضية قبل الدورات الدولية أو الأولمبية.
- مخيمات الخدمة العامة: ويندرج تحت هذا النوع من المخيمات :
- مخيمات خدمة البيئة: والهدف منها التواصل بين المؤسسة والبيئة المحلية المحيطة بها، فيتم دراسة احتياجات البيئة، ويقوم المخيمين بحملات نظافة أو ببرامج اجتماعية أو ثقافية
  - مخيمات العمل: والهدف منها مساهمة المشاركين في المشاريع الإنمائية والاجتماعية والاقتصادية للمجتمع الذي يعيشون فيه.
- مخيمات ذات أهداف خاصة، ومنها:
  - مخيمات ذوي الحاجات الخاصة.
  - مخيمات المرضى.
  - المخيمات الصيفية للأيتام.

### مدة الإقامة
وتنقسم المخيمات تبعا لمدة الإقامة إلى:
- مخيم اليوم الواحد (نهار): وفيه تخرج الجماعة للعيش في الخلاء في مخيم لمدة يوم واحد دون أن يبيتوا فيه، والهدف من هذا النوع هو الاستكشاف والخروج إلى الطبيعة والترويح وعادماتستخدم للمراحل السنية المبكرة(الناشئة).
- مخيم الليلة الواحدة: وغالبا ما يتم في عطلة نهاية الأسبوع، ويبدأ هذا المخيم في يوم وينتهي في اليوم التالي.
- مخيم طويل: وهو الذي يستمر مدة أطول من ذلك.

## أهداف المخيمات
لم تعد المخيمات مكانا يقضي فيه الفرد أو الجماعة وقتا للترويح أو الترفيه فقط، بل أصبحت وسيلة فاعلة في المساهمة في تربية شاملة، وأهم أهداف المخيمات الآتي :
- تنمية الكفايات البدنية وصيانتها عن طريق:
  - الحياة في الهواء الطلق النقي
  - ممارسة القواعد الصحية السليمة كممارسة ألوان من النشاط الرياضي.
  - تناول الغذاء الصحي السليم في مواعيده.
  - النوم والاستيقاظ مبكرا.
- تنمية الصحة النفسية والعقلية بقضاء فترة زمنية في جو من الهدوء والراحة والبعد عن التوترات العصبية الناتجة من العمل وملابساته.
- إشباع حب المغامرة الكامنة في نفوس الشباب والفتيان.
- تنمية القدرات والعلاقات الاجتماعية نتيجة اشتراك الفرد مع زملائه في النشاطات المتعددة وتعاونه معهم على إنجاز مختلف الأعمال.
- ممارسة الحياة الديمقراطية، حيث يعيش الأفراد معا في تعاون تسوده الروح الديمقراطية، فيذوب التفاوت بين الأفراد من ناحية المستوى الاجتماعي أو اللون أو الدين، فإن كلا منهم يتحمل المسؤولية ويحترم الآخرين ويتعاون معهم ويبدي رأيه بصراحة فكل ذلك يعد ممارسة للحياة الديمقراطية في مجتمع يمثل المجتمع الكبير.
- تعرف الأفراد بيئتهم ووطنهم، لأن المخيمات تقام في أماكن متعددة من الوطن.
- تنمية قدرة الاعتماد على النفس وتحمل المسؤولية وخدمة الآخرين.
- إكساب الفرد مهارات وخبرات جديدة، تجعله يقدر قيمة الأعمال التي يقوم بها الأفراد في حياتهم العادية مهما كانت بسيطة
- تنمية مهارات ترويحية ذات قيم تربوية وصحية واجتماعية.
- إتاحة الفرصة للفرد أن يتعلم عن طريق الممارسة والعمل، فالفرد في المخيم يتعلم عن طريق تفاعله مع المواقف التعليمية.
- تنمية القيادة الصالحة بين الأفراد، لأن فرص التدريب على القيادة لا توجد بشكل ملموس إلا في مجالات العمل الفعلية حيث تعد المخيمات من أكثر هذه الميادين فاعلية.
- إتاحة الفرصة للفرد للدراسة وإجراء التجارب عن طريق الملاحظة والمشاهدة.
  1. تسهم حياة المخيم في تعزيز الإيمان والقوى الروحية لدى الفرد عن طريق التأمل والتفكير في الطبيعة وخالقها، علاوة على احترام المظاهر الطبيعية واحترام الإنسان وتقديره تنظيم المخيمات وإدارتها. إن التنظيم الجيد يساعد المسؤولين على الإفادة من الإمكانات المادية والبشرية المتاحة، والتنسيق بينها، والتغلب على ما قد ينشأ من صعاب، ويكون التنظيم موجها لتحقيق الأهداف المرسومة. ومن هنا فإن التنظيم الجيد يضمن نجاح المخيم في تحقيق أهدافه.[2]

## تنظيم المعسكر[3]
و عند تنظيم المخيم يجب اتخاذ التدابير الأساسية التي يمكن تلخيصها(قبل التخييم وأثناء التخييم وبعد التخييم) بالآتي:

### أولا: قبل المعسكر
أي مرحلة التخطيط والإعداد وتشمل:
- التخطيط

إن التخطيط المسبق للمخيم من الوظائف الإدارية ؛ لأنه الخطوة الأولى التي تسبق أي عمل، وتسبق جميع الوظائف الأخرى، فالإعداد للمخيم قبل الوصول إليه وفي أثناء إقامته عملية مهمة يتوقف عليها إلى حد كبير نجاحه أو فشله، وبه يتم تحديد احتياجاته المادية والبشرية، وإعداد برامجه وتقييمها.
تحديد الأهداف
إذا التخطيط هو الخطوة الأولى فإن خطوة تحديد الأهداف أولى خطوات التخطيط، والمخيمات لها أهداف وغايات عديدة تسعى لتحقيقها ويجب تحديد الأهداف لأن تحديدها يساعد على تحديد المكان المناسب والوسائل والإمكانات، كما يساعد على
بناء البرنامج وما إلى ذلك.
اختيار مكان المعسكر
عند اختيار المكان من الضروري أن يكون مناسبا وتتوافر فيه الشروط الآتية :ـ
- أن لا يكون في أرض منخفضة.
- أن يكون في موقع سهل الوصول إليه.
- أن تتوافر فيه الاحتياجات الضرورية ؛ كالماء النقي الصالح للشرب والاغتسال والمواد التموينية والأخشاب
- أن يكون بعيدا عن المساكن والضوضاء والأماكن ذات الرائحة الكريهة والأتربة.
- أن يكون قريبا من مراكز الخدمات الضرورية المختلفة؛ كالخدمات الصحية مثلا.
- أن يكون قريبا من أرض واسعة لاستعمالها كملاعب.
- أن يكون في مكان به مناظر طبيعية جميلة وبالقرب من منطقة تاريخية ذات قيمة ممتازة

الحصول على التصاريح
لابد من مخاطبة الجهات المعنية للحصول على التصاريح اللازمة لإقامة المخيم وأيضا موافقة من أولياء الأمور في حالة إقامة مخيم مدرسي.
تحديد عدد المشاركين
إن تحديد عدد المشاركين يساعد على وضع البرنامج بطريقة مناسبة ؛ كما أنه يساعد على حصر الإمكانات اللازمة.
تحديد لوازم المخيم
هناك احتياجات للفرد والطليعة والفرقة ومن ذلك المواد الغذائية، والقرطاسية، والإسعافات الأولية، وغيره (أدوات الطبخ، حبال، أخشاب الخ).
إعداد البرنامج
يمثل برنامج المخيم ونشاطاته حجر الزاوية في إكساب المخيم صفته التربوية الهادفة وإكساب المشاركين المهارات النافعة وتحقيق النمو الشامل لهم وبناء على ذلك فمن الضروري تنظيم برنامج المخيم بما يتمشى مع أهدافه ومكانه ومدته والميزانية المقترحة له. وفي العادة يتضمن برنامج المخيم العديد من الأنشطة الترويحية منها الرياضية والكشفية والفنية والثقافية الاجتماعية ومن الشروط الواجب توافرها في البرنامج ما يأتي:
- أن يلبي احتياجات المشاركين وفق خصائصهم النمائية.
- أن يتناسب مع احتياجات البيئة وظروفها.
- أن يلبي احتياجات المجتمع المحلي.
- أن يكون مرنا قابلا للتعديل حسب ما تقتضيه الظروف ويستجد من مواقف.
- أن يكون مثيرا جذابا ومتوازنا.

هيئة الإشراف والتدريب
إن من العناصر الأساسية للتنظيم (القيادة) أو ما يسمى هيئة الإشراف والتدريب والهدف منها بيان النشاطات والأعمال المنوطة بالمراكز والمناصب ثم العلاقات القائمة بينها وكيفية انسياب العمل من خلال مهام ومسؤوليات يتم تطبيقها بالرجوع إلى إدارة
المخيم.إن هذا العمل التنظيمي هو خطوة ضرورية في أي عمل جماعي.

### أثناء المعسكر
وهي مرحلة التنفيذ:
- تقسيم المشاركين إلى طلائع وتوزيع الأعمال فيما بينهم بعد استكمال وصولهم إلى مكان المخيم
- تحديد مختلف النشاطات والأعمال التي يتطلبها المخيم ويمكن حصرها بالأتي :
  - لجنة البرنامج واللجنة الإدارية
  - ولجنة اللوازم واللجنة الطبية
- توزيع بعض الأعمال أعلاه على الطلائع بالتناوب حتى تتاح للجميع فرصة ممارسة خبرات متعددة توفرها هذه الأعمال.
- تحديد الفترات الزمنية لتنفيذ أنشطة البرنامج الذي تم إعداده سابقاً، وحتى

وليتم تنفيذأنشطة المخيم بسلاسة يتطلب ذلك اتخاذ التدابير الآتية:
- استعمال أحسن الظروف الجوية.
- العمل على الإفادة من الإمكانات المتاحة.
- الاستعداد الدائم لمواجهة المواقف غير المتوقعة.
- تحسين العلاقة مع الأطراف كافة التي لها علاقة بالمخيم.
- توفير الموضوعية والبساطة والمرونة والواقعية في هذه الرحلة وعدم تداخل المسؤوليات
- توفير النظام والرقابة المالية والإدارية.
- حسن الإفادة من الأعلام والاتصالات.

### بعد التخييم
أي مرحلة المتابعة والتنفيذ:
- مراجعة اللوازم التي تم استخدامها وإعداد قوائم بالتالف والمفقود.
- تنظيف مكان التخييم.
- تأمين عودة المشاركين إلى أماكن سكناهم في وقت مبكر.
- توجيه كتاب شكر إلى صاحب الأرض.
- تقويم الأداء وإصدار الأحكام بمقارنة النتائج التي تم التوصل إليها بالأهداف التي حددت ثم اتخاذ القرارات وإعداد التقارير التقويمية..

## الأدوات الشخصية للكشاف
وتقسم الأدوات الشخصية الي :

### المعدات الشخصية
- زي رسمي كامل
- بطارية جيب (كشاف)
- حبل بطول 3 م
- عصا كشاف
- زمزميه (مطره)
- دفتر
- قلم
- كتب ومجلات كشفية.

### الملابس
- غيار داخلي
- سترة صوف (سويتر)
- ملابس نوم (بيجامة أوجلباب)
- جورب احتياطي
- لباس بحر
- منديل
- حذاء خفيف للرياضة
- شبشب
- فوطة

### أدوات المطبخ
- صحن عدد 2
- كأس
- سكين
- شوكة
- ملعقة أكل

### ربطة أدوات النظافة
- صابون
- فرشاة أسنان مع معجون أسنان
- مشط مع مرآه

### عدة الإصلاحات
- إبرة خياطة
- دبابيس مشبك
- خيوط ألوان
- زراير

### أدوات النوم
- بطانية أو كيس نوم
- فرشة أرضية.